# Въоръжени сили на Сиера Леоне
Въоръжените сили на република Сиера Леоне са сформирани през 1961 г., след като страната получава независимост.
Те престават да съществуват официално по време на гражданската война, но са образувани отново след нейния край.
Днес те се състоят от сухопътни войски, военноморски флот и военновъздушни сили. Войските се обучават от 100 британски военни инструктори. Численият състав е 13 000 души, от които близо 12 500 са в сухопътните войски плюс резерв от 500 души. Около 500 души служат във флота, основното оборудване на който са малки баржи и въоръжени катери.
Оборудване на сухопътните войски:
- автомати "Калашников"
- ПЗРК 9К32 Стрела-2;
- РПГ-7;
- РПГ-2;
- бронетранспортьори ОТ-64 СКОТ;
- БМП-2;
- ОБТ Т-72 (2);

Оборудване на ВВС:
- вертолети Ми-24;
- вертолети Ми-8;
- вертолети Ми-17;
- тренировъчен самолет MFI-17 Мушшак (2);

Черният оръжеен пазар на Сиера Леоне предлага богата гама от различни по произход въоръжения.